# Atylomyia mesnili
Atylomyia mesnili är en tvåvingeart som beskrevs av Herting 1981. Atylomyia mesnili ingår i släktet Atylomyia och familjen parasitflugor. Inga underarter finns listade i Catalogue of Life.